# Scaptomyza uliginosa
Scaptomyza uliginosa är en tvåvingeart som beskrevs av Hardy 1965. Scaptomyza uliginosa ingår i släktet Scaptomyza och familjen daggflugor. Inga underarter finns listade i Catalogue of Life.